# 林宜華
林宜華（1823—？）為中國清朝水師武官官員，廣東瓊山縣人，1823年生（道光3年）。1871年（同治10年）奉旨接任楊在元擔任台灣鎮總兵。是台灣清治時期此期間，受台灣道制約的台灣地區最高軍事首長。

## 生平
林宜華為水師行伍出生，曾歷任廣東、江蘇等省軍職，剿匪著績，因此得到記名總兵。記名水師總兵後奉旨前往福建水師差委，歷任福建海壇鎮總兵，又奉旨發往浙江擔任黃巖鎮總兵，後再調任海門鎮總兵，由於「勇廉勤能，諳練水務」，經福州將軍文煜推薦，於1871年調署臺灣鎮總兵篆務。1874年，牡丹社事件爆發，與台灣道夏獻倫共同處理。
| 前任： 楊在元 | 台灣鎮總兵 1871年上任 | 繼任： 張其光 |